# Буск, Аугуст
А́угуст Буск (дат. August Busck; 18 февраля 1870 — 7 марта 1944) — датский и американский энтомолог.
Буск родился 18 февраля 1870 года в Раннерс, Дания. Он окончил колледж и затем поступил Королевский университет Копенгагена, где в 1893 году получил докторскую степень.
С 1889 по 1893 год он преподавал ботанику и зоологию в Копенгагене. После поездки на всемирную выставку в Чикаго открыл цветочный бизнес в Чарлстоне, штат Вирджиния и получил американское гражданство. В 1896 году он стал ассистентом Теодора Перганде в отделе энтомологии Министерства сельского хозяйства США. Он также был специалистом по Microlepidoptera в Национальном музее естественной истории США и значительно улучшил коллекцию музея.
Часто ездил на Кубу, в Вест-Индию и Панаму с целью изучения комаров. В Мексике, Британской Гвиане и Вест-Индии изучал Pectinophora gossypiella, вредителя хлопка. В 1908 году Буск отправился в Англию, чтобы помочь своему другу Walsinghamowi подготовить том о Microlepidoptera книги «Biologia Central-Americana». В 1940 году он ушел из Национального музея США, и получил стипендию в Йельском университете, где помогал определять Microlepidoptera в коллекции гавайского музея имени Бишопа (Bishop Museum). Буск скончался 7 марта 1944 года.
Аугуст Буск является автором более 150 работ, он описал около 600 видов американских Microlepidoptera.

## Источник
- Augus Busck (англ.). U.S. Geological Survey. Дата обращения: 31 июля 2014. Архивировано 24 сентября 2015 года.